# Monoblastus ermolenkoi
Monoblastus ermolenkoi là một loài tò vò trong họ Ichneumonidae.